# Isaac Uziel
Isaac ben Abraham Uziel (* im 16. Jahrhundert in Fès; † 1. April 1622 in Amsterdam) war ein spanischstämmiger Rabbi und Dichter, zuletzt tätig in der sephardischen Gemeinde von Amsterdam.

## Leben
Isaac Uziel wurde als Sohn des in Fès (heute Marokko) lebenden spanischstämmigen Rabbi Abraham Uziel geboren. Wegen der Hungersnot von 1604/05 emigrierte die Familie nach Oran (heute Algerien). Bereits 1606 zog Isaac Uziel weiter nach Amsterdam, wo er Midrasch-Lehrer der sephardischen Gemeinde wurde. Daneben war er als Geschäftsmann tätig. 1610 wurde er zum Nachfolger von Judah Vega, dem ersten Rabbi der Gemeinde Neveh Shalom, ernannt. 
Als Prediger griff er mit heftigen Worten die seiner Meinung nach zu wenig rechtgläubige Haltung vieler ehemaligen Conversos an. Der daraus entstandene Zwist bewirkt, dass 1618 neben der Beth Jacob und der Neve Schalom eine dritte sephardische Gemeinde unter dem Namen Beth Israel gegründet wurde.
Als Lehrer war er wegen seines Wissens und seiner Strenge angesehen. Zu seinen bekannten Schülern gehören Menasse ben Israel, Isaac Aboab da Fonseca und Cohen de Lara.
Uziel war nicht nur als Lehrer und Prediger berühmt, sondern auch anerkannt wegen seiner mathematischen und musischen Fähigkeiten. Er galt als divino theologo, peritto astronomico, arithmetico, musico, poeta & destrissimo arpista. Von ihm stammen eine hebräische Grammatik und eine Übersetzung der Historia Septem Sapientium ins Hebräische.

## Werke
- Ma'aneh lashon, Hebräische Grammatik. Amsterdam 1627.